# بتول فاطمه
بتول فاطمه (انگلیسی: Batool Fatima؛ زادهٔ ۱۴ اوت ۱۹۸۲) بازیکن کریکت اهل پاکستان است.